# Középpontos kilencszögszámok
A középpontos kilencszögszámok a figurális számokon belül a középpontos sokszögszámokhoz tartoznak; olyan alakzatokat jellemeznek, ahol a középpontban egy pont van, és azt kilenccszög alakú pontrétegek veszik körül. A jobb oldali ábra szemlélteti a középpontos kilencszögszámok generálását. Minden lépésben az olajzöld pontok mutatják a már meglévő pontokat, az új pontok pedig kékek.
Az n. középpontos kilenccszögszám képlete a következő:
{\displaystyle Nc(n)={\frac {(3n-2)(3n-1)}{2}}.}
Az (n − 1)-edik háromszögszámot 9-cel szorozva és 1-et hozzáadva megkapható az n-edik középpontos kilencszögszám, de a középpontos kilencszögszámok még ennél is egyszerűbb kapcsolatba hozhatók a háromszögszámokkal: minden harmadik háromszögszám (az 1., 4., 7. stb.) középpontos kilencszögszám is egyben.
Így tehát az első néhány középpontos kilencszögszám:
1, 10, 28, 55, 91, 136, 190, 253, 325, 406, 496, 595, 703, 820, 946. (A060544 sorozat az OEIS-ben)
A fenti lista tartalmazza a 28 és 496 tökéletes számokat.
Minden páros tökéletes szám páratlan Mersenne-prím indexű háromszögszám. Mivel minden 3-nál nagyobb Mersenne-prím kongruens 1-gyel modulo 3, ezért minden 6-nál nagyobb páros tökéletes szám középpontos kilencszögszám.
Frederick Pollock 1850-es sejtése szerint minden természetes szám felírható legfeljebb 11 középpontos kilencszögszám összegeként; sejtését azóta sem igazolni, sem cáfolni nem sikerült.